# Salim Kechiouche

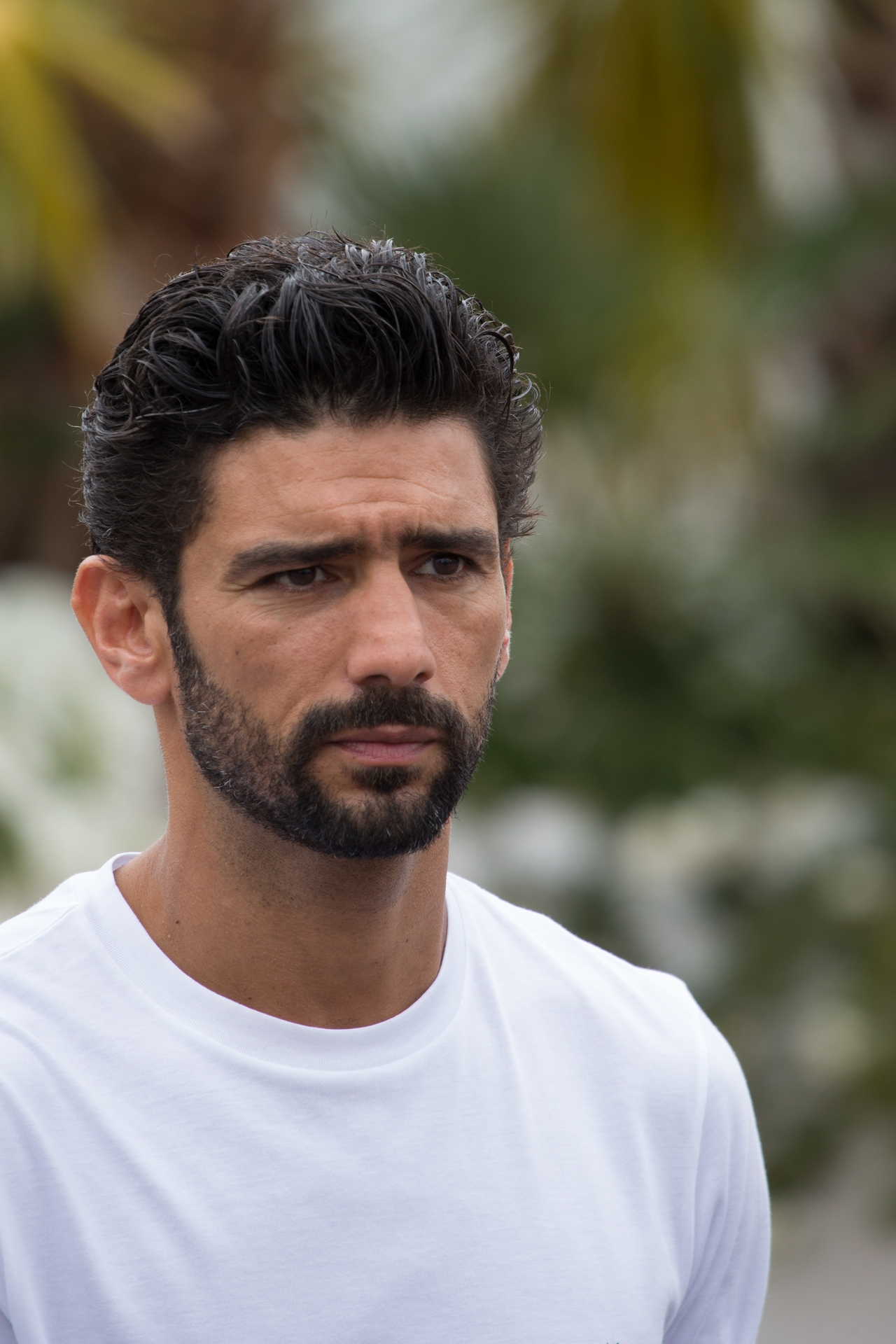
Salim Kechiouche (2019)

Salim Kechiouche (* 2. April 1979 in Lyon) ist ein französischer Schauspieler.

## Leben
Salim Kechiouche wuchs als Sohn algerischer Einwanderer in Vaulx-en-Velin in der Banlieue von Lyon auf. Er war zunächst Amateur-Kickboxer. Seine Laufbahn als Schauspieler begann, als er von Gaël Morel für den Film À toute vitesse, der 1996 erschien, entdeckt wurde. Mit Morel sollte er weitere Filme drehen, darunter das Filmdrama Der Tag, der alles veränderte (Après lui, 2007) mit Catherine Deneuve. In dem französischen Filmdrama BrüderLiebe (2004; Le Clan) war er unter der Regie Morels als Hicham zu sehen. Er spielte in dem Film den arabischen Mitschüler und Kumpel des jüngsten Bruders Olivier, der sich in ihn verliebt. Im Kurzfilm Gigolo (2005) von Bastian Schweitzer spielte er mit Amanda Lear, der Film nahm am Wettbewerb der Berlinale 2005 teil.
Er posierte für drei Werke Pierre et Gilles’ in Zusammenhang mit dem Film Ein kriminelles Paar.
Parallel zu seiner Filmkarriere begann Kechiouche 2002 eine Theaterkarriere.

## Filmografie (Auswahl)
- 1996: À toute vitesse
- 1999: Ein kriminelles Paar (Les Amants criminels)
- 1999: Neuschnee (Premières neiges) (TV-Film)
- 2004: Grande école – Sex ist eine Welt für sich (Grande école)
- 2004: BrüderLiebe (Le Clan)
- 2005: Gigolo (Kurzfilm)
- 2005: Temps morts (Kurzfilm)
- 2006: L’Année suivante
- 2007: Nos retrouvailles
- 2007: Der Tag, der alles veränderte (Après lui)
- 2009: Die schönsten Augen von Portugal (Fortunes) (TV-Film)
- 2009: C’est qui l’Homme? (Kurzfilm)
- 2009: Die Spur unserer Sehnsucht (Le Fil)
- 2009–2011: Alles Bakschisch (Fortunes) (TV-Serie, elf Folgen)
- 2011: Marriage Blues
- 2012: Le noir (te) vous va si bien
- 2013: Paris um jeden Preis (Paris à tout prix)
- 2013: Odysseus (TV-Serie)
- 2013: Blau ist eine warme Farbe (La vie d'Adèle)
- 2017: Mektoub, My Love: Canto Uno
- 2020: Engrenages (Fernsehserie, 6 Folgen)
- 2021: Lupin (Fernsehserie, 3 Folgen)

## Theater
- 2003: Vie et Mort de Pier Paolo Pasolini (Regie: Jean Menaud)[4]
- 2005: Le Centième Nom (Regie: Stéphane Aucante)[5]
- 2006: Les Grecs von Jean-Marie Besset (Regie: Gilbert Désveaux)[6]
- 2006: Un Petit Pull Over Angora (Regie: David Haddad)
- 2007: Rupture entre Amis (Regie: Frédéric Rondot)
- 2009: BoumKœur (Regie: Habib Naghmouchinm)